# Huta żelaza w Suchej Beskidzkiej

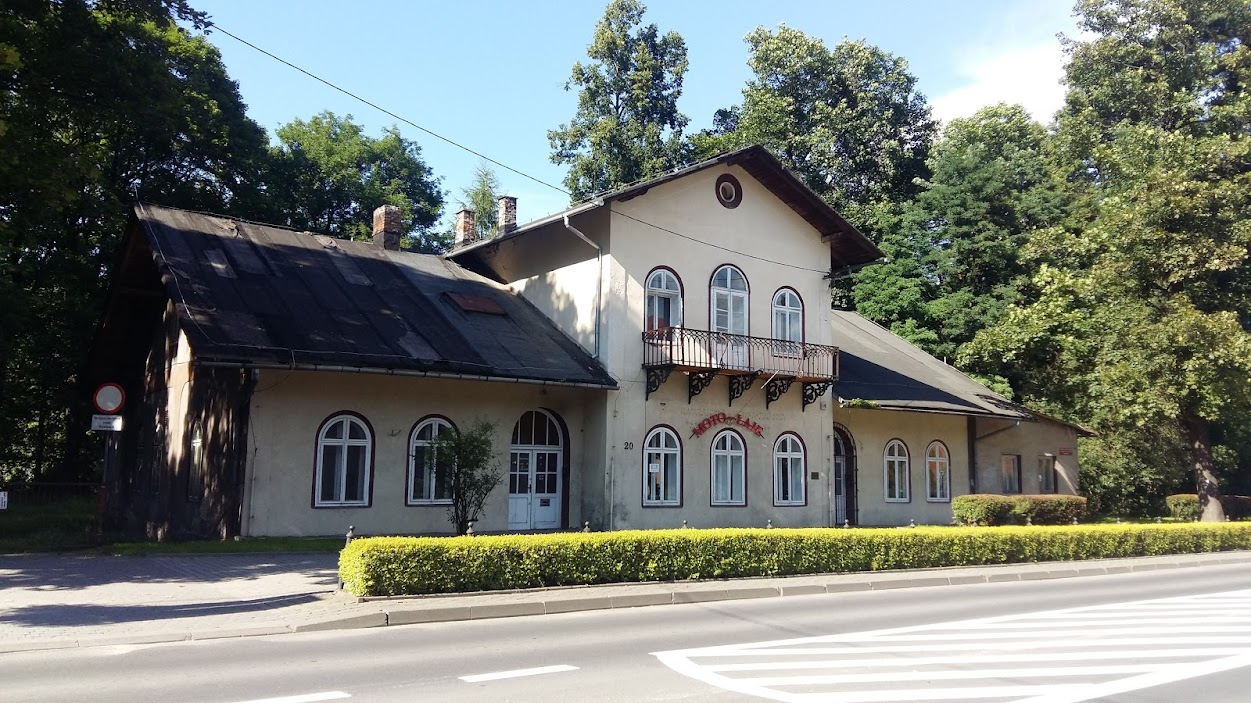
Dawna siedziba zarządcy hut suskich przy ul. Mickiewicza 20

Kuźnice Suskie (od 1851 Zakłady Górniczo-Hutnicze Aleksandra hr. Branickiego w Suchej) – huta żelaza w Suchej (później Sucha Beskidzka) działająca w latach 1828–1885 lub 1890.

## Historia
Kuźnice Suskie zostały założone w 1828 przez Jana Kantego Wielopolskiego w centrum ówczesnej wsi Suchej (w okolicach dzisiejszej ulicy Gospodarczej). Początkowo huta przerabiała rudę słowacką, a od 1835 rudę darniową z beskidzkich kopalń. Do produkcji hutniczej potrzebne były również znaczące ilości drewna – rozwój kuźnic doprowadził tym samym do nadmiernej eksploatacji okolicznych lasów.
W 1836 w kuźnicach pracę rozpoczął wielki piec. W 1839 Wielopolscy wydzierżawili hutę hrabiemu Filipowi Ludwikowi de Saint Genois, właścicielowi sąsiednich dóbr makowskich, który od 1844 był również posiadaczem huty w Makowie.
W 1851 huta suska przeszła na własność hrabiego Aleksandra Branickiego, właściciela dóbr suskich od 1843. Od tej pory przyjęła ona nazwę „Zakłady Górniczo-Hutnicze Aleksandra hr. Branickiego w Suchej”. Branicki zmodernizował zakłady: powstały nowe piece fryszerskie i emaliernia naczyń. W 1860 powstał drugi wielki piec oraz kolejne piece fryszerskie. W 1880 działał nowy młot parowy oraz walcownia do wyrobu stali zgrzewanej. Zakład zatrudniał wówczas 300 osób.
W hucie suskiej produkowano głównie żelazo lane i w sztabach, garnki żeliwne, wyroby metalowe dla rolnictwa (m.in. blachy na lemiesze do pługów, okucia do wozów, kowadła, motyki, siekiery, sieczkarnie i młocarnie). Wyroby sprzedawano w Galicji, Czechach i Górnych Węgrzech (dzisiejszej Słowacji). W 1865 w suskich zakładach dokonano rekonstrukcji pękniętego serca dzwonu Zygmunt.
W latach 80. XIX wieku produkcja stawała się jednak coraz mniej opłacalna. Głównym powodem była niska jakość dostarczanego surowca oraz wysokie koszty transportu surowca i wyrobów gotowych. W 1884 doprowadzono do Suchej linię kolejową, co również sprawiło, że bardziej opłacalny był dowóz bardziej konkurencyjnych wyrobów hut śląskich. Huta zakończyła działalność w 1885 (według innych źródeł po 1890).
Do czasów współczesnych nie zachowały się żadne pozostałości budynków huty. Obok budynku urzędu miasta można znaleźć pozostawiony na pamiątkę trzytonowy wsad piecowy. Zachował się natomiast budynek dawnej siedziby zarządcy hut suskich przy ul. Mickiewicza 20.